# دولگورسورنگیین سومیابازار
دولگورسورنگیین سومیابازار (به مغولی: Долгорсүрэнгийн Сумъяабазар) (زادهٔ ۷ ژانویهٔ ۱۹۷۴) کشتی‌گیر بازنشسته و سیاستمدار اهل مغلوستان است. او فرماندار و شهردار سابق اولان‌باتور و رئیس کنونی کمیته پارلمانی پایتخت است. او سه بار به پارلمان مغولستان راه یافت و نیز یک بار به عنوان عضو کابینه و یک بار به عنوان وزیر معادن و صنایع سنگین خدمت کرد.
او پیش از ورود به عرصهٔ سیاست، در دستهٔ سنگین‌وزن و فوق سنگین‌وزن کشتی آزاد و هنرهای رزمی ترکیبی فعالیت می‌کرد. سومیابازار در دو دورهٔ بازی‌های المپیک (۱۹۹۶، ۲۰۰۰) برای مغلوستان رقابت کرد و همچنین برندهٔ مدال نقره بازی‌های آسیایی (۱۹۹۸) و مسابقات قهرمانی کشتی آسیا (۱۹۹۶) است.